# ハバネロたん

ハバネロたんは唐辛子の一種ハバネロを萌え擬人化したキャラクター。ハバネロを使用したスナック菓子『暴君ハバネロ』に便乗したネタとして、お絵かき掲示板に投稿され、話題となった。
ハバネロたんはイラストレーターのシガタケによってデザインされた。赤い目に赤い髪、赤いワンピースを身につけ、頭頂部にアホ毛に見立てた唐辛子のヘタを持つ少女として描かれる。
アマチュアレベルで創作されたキャラクターでありながらインターネット上で徐々に火がつき、個人サイトやコンピューター雑誌などに取り上げられるようになってゆく。
2005年6月には同人ゲーム製作サークル「アシナガおじさん」によって「ハバネロたんハウス」という生活観察型ゲームが発表されている。